# Santiago Gáspari
Luis Santiago Gáspari Vázquez, noto semplicemente come Santiago Gáspari (Montevideo, 18 luglio 1994), è un ex calciatore uruguaiano, di ruolo attaccante.

## Caratteristiche tecniche
È un'ala sinistra.

## Carriera
Cresciuto nel settore giovanile del Montevideo Wanderers, ha esordito in prima squadra il 17 agosto 2016 disputando l'incontro di Primera División Profesional pareggiato 1-1 contro il Racing Montevideo.